# Simultandolmetschen

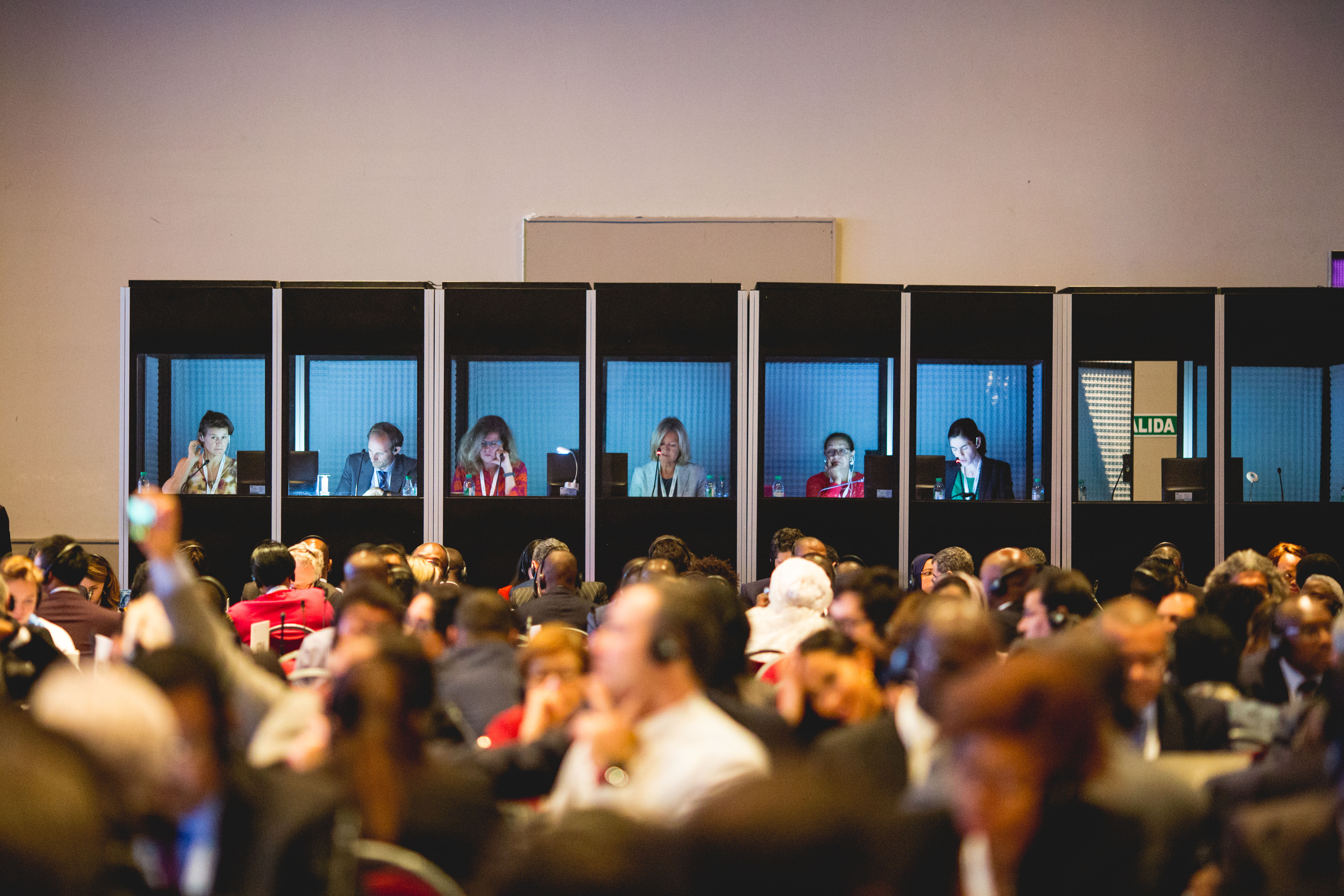
Dolmetscherkabinen bei einer Veranstaltung der World Trade Organization 2017

Simultandolmetschen (oft auch falsch Simultanübersetzung) ist eine Form des Dolmetschens, bei der die Verdolmetschung fast gleichzeitig mit dem Ausgangstext produziert wird. Der zeitliche Abstand zwischen den Äußerungen des Redners und des Dolmetschers wird fachsprachlich als Décalage (französisch: Décalage, Verschiebung) bezeichnet.

## Formen des Simultandolmetschens

### Kabinendolmetschen
Die heute häufigste Form des Simultandolmetschens ist die Arbeit in der Dolmetschkabine (Kabinendolmetschen). Dabei sind meist hinten im Veranstaltungsraum eine oder mehrere schallisolierte Kabinen installiert, die üblicherweise mit zwei bis drei Dolmetschern besetzt sind. Simultandolmetscher arbeiten aufgrund der hohen psychischen (Konzentration) und physischen (Stimme) Belastung stets in Teams zusammen, wechseln sich regelmäßig ab und unterstützen sich bei eventuellen Schwierigkeiten (zum Beispiel könnte der Dolmetscher, der gerade nicht spricht, den Techniker auf Störungen in der Tonqualität hinweisen). Die Dolmetscher hören den Redner per Kopfhörer und sprechen in ein Mikrofon, dessen Signal wiederum bis zu den Kopfhörern der Zuhörer weitergeleitet wird.

### Gebärdensprachdolmetschen
Beim Gebärdensprachdolmetschen wird zwischen Lautsprachen und Gebärdensprachen, oder zwischen unterschiedlichen Gebärdensprachen gedolmetscht. Da beim Dolmetschen zwischen Laut- und Gebärdensprachen Ziel- und Ausgangssprache auf unterschiedlichen Kanälen ablaufen – akustisch und visuell, kann hierbei ohne technische Ausstattung und ohne Dolmetschkabine zu jeder Zeit und an jedem Ort simultan gearbeitet werden. Der Sprecher der Lautsprache wird durch die Simultandolmetschung weder übertönt, noch im Redefluss gestört. Ebenso bringt die Dolmetschung aus einer Gebärdensprache in eine Lautsprache, dem sogenannten Voicen, keine Störung für den Gebärdensprachnutzer. Aufgrund der Praktikabilität des Simultandolmetschens (ohne Zeitversatz wie beim Konsekutivdolmetschen) und der problemlosen Anwendung beim beschriebenen Sprachenpaar, ist Simultandolmetschen die bevorzugte Dolmetschart im Gebärdensprachdolmetschen. Daher wird in deutschen Gebärdensprachdolmetschausbildungen weitgehend auf die Lehre des Konsekutivdolmetschens und der dafür nötigen Notizentechnik verzichtet.

### Relaisdolmetschen
Eine Sonderform ist das Dolmetschen im Relais-System. Hierbei wird (z. B. in einer sogenannten Leitkabine) aus einer vergleichsweise selten international verwendeten oder "kleinen" Sprache (etwa Estnisch) in eine häufiger verwendete Konferenzsprache (etwa Englisch) gedolmetscht und diese Verdolmetschung dann von den anderen Dolmetschern als Ausgangstext abgenommen.

### Mit Personenführungsanlage
Für Veranstaltungen mit geringer Teilnehmerzahl, insbesondere auch unter Bedingungen, die keine Nutzung einer Dolmetschkabine erlauben, z. B. im Freien, kommt das Simultandolmetschen mit Personenführungsanlage in Betracht. Der Dolmetscher hört dabei den Redner direkt und spricht in das Mikrofon der Personenführungsanlage, dessen Signal mittels mobiler Übertragungstechnik zu den Kopfhörern der Zuhörer weitergeleitet wird. Damit kann zum Beispiel eine Gruppe bei einer Betriebsbesichtigung begleitet werden.

### Flüsterdolmetschen
Eine noch geringere Zahl von Zuhörern kann unter bestimmten Bedingungen auch ohne technische Hilfsmittel mit einer Simultanverdolmetschung versorgt werden. Beim Flüsterdolmetschen (auch Chuchotage von frz. chuchoter, flüstern) befindet sich der Dolmetscher schräg hinter seinem Zuhörer oder seinen beiden Zuhörern und spricht diesen sehr leise die Verdolmetschung zu. Ein tatsächliches Flüstern ist aufgrund der stimmlichen Belastung nicht vertretbar, aber da auch das sehr leise Sprechen beim Flüsterdolmetschen höchst anstrengend ist und die akustischen Bedingungen in der Regel schlecht sind, kann nur für kurze Zeit so gedolmetscht werden.
Das Flüsterdolmetschen ist die am meisten verbreitete Art vom Gerichtsdolmetschen. Meistens wird der Ablauf der Verhandlung für die Partei oder den Angeklagten flüsternd simultan verdolmetscht. Die Verdolmetschung von Aussagen der Partei oder der Angeklagten erfolgt jedoch meistens konsekutiv. In der Regel bestimmt es das Gericht, ob es Satz nach Satz oder abschnittweise verdolmetscht werden soll. Diese Entscheidung ist im Wesentlichen von den einzelnen Umständen des Verfahrens oder auch der Persönlichkeit der Beteiligten abhängig.

### Vom-Blatt-Übersetzen
Schließlich wird auch das Vom-Blatt-Übersetzen oder Stegreif-Übersetzen gelegentlich als eine Form des Simultandolmetschens angesehen, da auch hier die Wiedergabe in der Zielsprache fast gleichzeitig mit der Aufnahme des Ausgangstextes erfolgt. Ein geschriebener Text wird dabei möglichst schnell und fließend mündlich in einer anderen Sprache wiedergegeben. Streng genommen ist das Vom-Blatt-Übersetzen, wie die Benennung bereits vermuten lässt, eine Form des Übersetzens, da der Ausgangstext fixiert vorliegt und theoretisch mehrfach konsultiert werden könnte. Praktisch nähert es sich jedoch je nach den konkreten Arbeitsbedingungen dem Dolmetschen an bzw. stellt eine Mischform dar.

## Geschichte

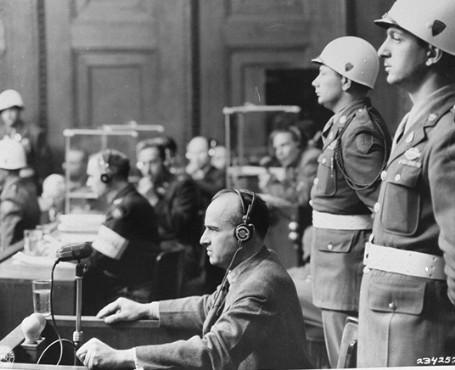
Hans Frank mit IBM-Dolmetschsystem 1946 in Nürnberg

Über die Geschichte des Dolmetschens ist insgesamt wenig bekannt. Als älteste Form des Simultandolmetschens wird das Flüsterdolmetschen vermutet, da dieses keinerlei technische Hilfsmittel erfordert.
Als Geburtsstunde des modernen Simultandolmetschens gelten die Nürnberger Prozesse, mit deren Dolmetschereinsatz hier Neuland betreten wurde. Die Firma IBM entwickelte dafür eines der ersten elektrischen Systeme zum Simultandolmetschen mit Mikrofonen, Mischpulten und Kopfhörern. Zuerst 1945 im Hauptquartier der Vereinten Nationen in Genf verwendet, kam es 1946 in Nürnberg zum Einsatz.
David Bellos schreibt: „Seit der Entstehung dieses neuen Berufs war klar, dass Simultandolmetschen zu den schwierigsten Dingen gehört, die das menschliche Gehirn anstellen kann. […] Ein Simultandolmetscher muss – entgegen der instinkiven Bestrebung – reden, und dabei zuhören; zuhören, und dabei reden. Das Konferenzdolmetschen existiert nur, weil einige besonders fähige Menschen derart unnatürliche Dinge können.“

## Technische Hilfsmittel
Für Dolmetschkabinen gelten bestimmte Mindestanforderungen, die in den Normen ISO 2603 und DIN 56 924 Teil 1 (ortsfeste Kabinen) sowie ISO 4043 und DIN 56 924 Teil 2 (transportable Kabinen) festgeschrieben sind. Außerdem gilt die DIN IEC 914 Konferenzanlagen (elektrische und akustische Anforderungen). Meist verfügen nur Universitäten und sehr große oder stark auf mehrsprachigen Betrieb ausgerichtete Konferenzzentren über ortsfeste Dolmetschkabinen. Bei transportablen Kabinen muss zusätzlich zur guten Funktionsfähigkeit noch eine möglichst leichte Handhabbarkeit und gute Transportierbarkeit erreicht werden.
Die normgerechte Innenraumgröße für eine transportable Dolmetschkabine mit drei Arbeitsplätzen beträgt 2,4 m Breite mal 2 m Höhe mal 1,6 m Tiefe. Die Kabinen sind nach vorne und nach den Seiten mit Fenstern ausgestattet und müssen so aufgestellt werden, dass die Dolmetscher freie Sicht auf den Redner und ggf. auf seine Präsentation haben. Zur Unterstützung kann die Präsentation auch zusätzlich auf einen Bildschirm in der Kabine übertragen werden. Vor den Fenstern befindet sich ein Ablagebrett, auf dem die Bedienpulte für die Dolmetscher installiert sind. Vor dem Ablagebrett stehen die Stühle. Zusätzlich müssen im engen Raum der Kabine natürlich die Dolmetscher, ihre Wasserflaschen und -gläser, Vorbereitungsmaterialien zu den Vorträgen des Tages, Wörterbücher und evtl. Laptops Platz finden. Die Kabinen müssen weiterhin bestimmte Schalldämmwerte erfüllen, und damit die Kabine geschlossen bleiben kann, muss die Lüftung entsprechend gut funktionieren.
Bei der Arbeit mit Dolmetschkabinen muss schließlich auch die Saaltechnik funktionstüchtig sein und intelligent eingesetzt werden. Wenn gedolmetscht wird, darf immer nur das Mikrofon des Redners eingeschaltet sein. Umhänge- oder Ansteckmikrofone sind vorzuziehen, besonders wenn der Redner sich viel bewegt. Die Tonübertragung vom Redner zum Dolmetscher und vom Dolmetscher zum Zuhörer kann über Kabel erfolgen (bei fest installierten Kabinen), sonst werden in der Regel Infrarotsignale verwendet.
Ein weiteres technisches Hilfsmittel ist die oben erwähnte Personenführungsanlage. Eine solche Anlage besteht aus einem oder mehreren mobilen Sendern mit Mikrofon für den/die Redner und Dolmetscher und mobilen Empfängern mit mehreren Kanälen für die Zuhörer. Der Dolmetscher ist bei der Arbeit mit Personenführungsanlage akustisch nicht von der Umgebung abgeschirmt und muss unmittelbar beim Redner bleiben, um diesen zu verstehen.
Abschließend ist der eigene Computer des Dolmetschers zu nennen, der besonders für die Vor- und Nachbereitung von Dolmetscheinsätzen unverzichtbar ist. Die immer kleiner, leichter, leistungsstärker und leiser werdende tragbare Rechentechnik kann jedoch auch in der Dolmetschkabine eingesetzt werden (Wörterbücher, terminologische Datenbanken, ggf. Internet-Recherche zwischen den Vorträgen).